# Valerie Richards
Valerie Richards (* 20. Jahrhundert in England, Vereinigtes Königreich), auch bekannt unter den Namen Valerie Gene Richards und Valerie Feuer, ist eine englische Nebendarstellerin, die beim Film, aber auch einmal beim Fernsehen arbeitete. Bekanntheit erlangte sie 1988 als Carol Boynton in Michael Winners Rendezvous mit einer Leiche.

## Schauspielkarriere
Ihre erste Rolle hatte Valerie Richards 1985 als Zoe in Children of the Night, wo sie unter dem Namen Valerie Gene Richards auftrat. Nachdem sie auch in Beverly Hills Car Park eine kleine Rolle gespielt hatte, bekam sie 1988 die Rolle der Carol Boynton in Rendezvous mit einer Leiche. Im selben Jahr trat sie noch in zwei weiteren Filmen, nämlich Prison Dancing und Hard Rock Nightmare. Auch in Cameron Crowes Jerry Maguire – Spiel des Lebens an der Seite von Tom Cruise und Renée Zellweger hatte sie einen kleinen Auftritt. 2005, 2008 und 2010 hatte sie ihre letzten Filmauftritte in dem Kurzfilm Mother’s Day, als Katherine in Kiss of a Vampire und als Connie in Winter’s Bone. 2013 spielte sie ihre letzte Rolle in einer Folge der Fernsehserie The Rocket Family Chronicles als Roxanne.

## Filme und Fernsehen
- 1985: Children of the Night (Fernsehfilm)
- 1986: Beverly Hills Car Park
- 1988: Rendezvous mit einer Leiche (Appointment with Death)
- 1988: Prison Dancing
- 1988: Hard Rock Nightmare
- 1996: Jerry Maguire – Spiel des Lebens (Jerry Macguire)
- 2005: Mother’s Day (Kurzfilm)
- 2008: Kiss of a Vampire
- 2010: Winter’s Bone
- 2013: The Rocket Family Chronicles (Fernsehserie, 1 Folge)